# Multi-touchscherm

Multi-touchscherm

Een multi-touchscherm is, zoals de naam al zegt, een aanraakscherm dat meer dan één input tegelijk ondersteunt. Dit geeft meer en uitgebreidere mogelijkheden dan het normale aanraakscherm.
Wanneer men input wil geven aan een computer zonder het gebruikelijke toetsenbord en muis, maar slechts met de vingertoppen dan zal men constateren dat een normaal aanraakscherm (met dus maar maximaal één input tegelijk) al snel niet voldoende zal zijn om aan de vereisten te voldoen.  Door het toepassen van multi-touchtechnologie kan men een eenvoudigere interactie verkrijgen waarbij men een rechtstreekse interactie heeft met de applicatie(s) die men wil manipuleren.

## Geschiedenis
De Input Research Group van de Universiteit van Toronto begon in 1982 met het ontwikkelen van de eerste multi-touch systeem. Het systeem maakte gebruik van een mat-glas paneel met daarachter een camera geplaatst. Wanneer één of meerdere vingers op het glas drukken, detecteert de camera dit als één of meerdere zwarte punten op een witte achtergrond. Hierdoor kan dit geregistreerd worden als input. Door een grotere druk op het glas wordt de punt dikker, waardoor enige drukgevoeligheid aanwezig was. In 1985 ontwikkelde zij een multi-touch tablet-pc dat gebruikmaakte van een capacitief systeem in plaats van de camera-gebaseerde optische systemen.
Bell Labs publiceerde in 1983 een diepgaande discussie over touch-screen gebaseerde interactie. In 1984 werd door hen een touch scherm ontwikkeld waarmee afbeeldingen met meer dan één hand kon aanpassen. 
Een doorbraak vond in 1991 plaats toen Pierre Wellner een proefschrift over zijn multi-touch "Digital Desk" publiceerde met daarin ondersteuning voor meerdere vingers en pinching motions.
Verscheidene bedrijven hebben deze uitvindingen in het begin van de 21e eeuw uitgebreid.
De consument maakte in 2007 kennis met multi-touch technologie toen Microsoft zijn Microsoft PixelSense toonde en Apple zijn iPhone. Kleinschalige touch-apparaten werden vrij snel algemeen, met een verwachte groei van 200.000 apparaten in 2006 tot een verwachte 21 miljoen apparaten in 2012.
Verscheidene bedrijven hebben producten uitgebracht dat van multitouch gebruikmaakt.
Ook hobbyisten hebben verschillende methodes uitgebracht hoe men goedkoop een zelfbouw touch-scherm kan maken.

## Technologieën
Multitouch kan op verschillende manieren geïmplementeerd worden, zoals:
- Capacitief (zoals gebruikt bij diverse smartphones en tablets)
- Infrarood
- Resistief

### Capacitief
Mobiele technologieën maken gebruik van een paneel dat elektrisch geladen is. Wanneer een vinger het scherm aanraakt, wordt het elektrisch veld van het paneel verstoord. Deze verstoring wordt geregistreerd en naar de software gestuurd. Omdat gebruik wordt gemaakt van een elektrisch veld, reageert het scherm alleen op aanraking van geleidbaar materiaal.

### Infrarood
Multi-touch tafels en muren projecteren het beeld door een scherm van acryl of glas. Het scherm wordt verlicht met LED's. Wanneer een vinger of object het oppervlak aanraakt, raakt het licht verspreid, wordt de reflectie door sensoren geregistreerd en de data naar de programmatuur gestuurd.
Er zijn verschillende technologieën om via infrarood een multitouch scherm te maken. De 5 meest gebruikte technieken zijn FTIR, Rear DI, DSI, LLP en LED-LP

#### FTIR
FTIR staat voor Frustrated Total Internal Reflection. Bij deze techniek wordt een infrarood-lichtbron tegen de zijkanten van een scherm gezet. Door de eigenschappen van het scherm blijft het infraroodlicht gevangen in het scherm. Pas als het licht tegen iets anders dan het scherm kan weerkaatsen zal het licht het scherm verlaten. Dit gebeurt wanneer iemand met zijn vinger op het scherm drukt. Het licht zal afkaatsen en vervolgens opgevangen worden door een camera.

### Resistief
Touch-oppervlaktes worden drukgevoelig gemaakt door het toevoegen van een drukgevoelige coating.

## Applicaties aansturen
Verschillende recente besturingssystemen ondersteunen multi-touch, zoals Windows 10, Windows 8, Windows 7, Windows Vista, Windows XP Tablet PC Edition, Ubuntu (sinds versie 7.10), Google Android, Palm's webOS, Xandros en Apple's iOS (dat gebruikt wordt voor toestellen met de merknamen iPhone, iPod en iPad).
Doordat multi-touch minder nauwkeurig is dan muis besturing, is hierdoor veelal een aangepaste interface voor nodig. Bijvoorbeeld door het gebruik van grotere knoppen.

## Toepassingen
Verschillende bedrijven hebben in de afgelopen jaren multitouch uitgebreid met systemen voor de consument als voor multinationals. Laptop fabrikanten begonnen multitouch trackpads te gebruiken in hun laptops en tablet PC's die reageren op aanraak in plaats van de meer traditionele stylus invoer. In navolging van de iPhone zijn verschillende mobiele telefoon fabrikanten begonnen om traditionele knop-gebaseerde interactie te veranderen naar multitouch interactie.
Enkele bedrijven zijn gefocust op grootschalige oppervlaktes zoals tafels en muren. Deze systemen zijn / worden steeds goedkoper, door bijvoorbeeld de komst van Philips touchtafels en worden veelal gebruikt door de overheid, musea en bedrijven voor het tonen van informatie of reclame.
Met de komst van multi touch-tafels en touch-schermen van onder meer Samsung, Philips en PQ Labs komen er ook bedrijven die standaard toepassingen op de markt brengen. Voorbeelden van deze toepassingen zijn Omnitapps en Nuiteqs Snowflake.